# Дерваш
Дерваш (рум. Dărvaș) — село у повіті Телеорман в Румунії. Входить до складу комуни Бужорень.
Село розташоване на відстані 50 км на південний захід від Бухареста, 29 км на північний схід від Александрії, 146 км на схід від Крайови.